# Tandjilé
La Tandjilé est une des 23 régions du Tchad dont le chef-lieu est Laï.

## Situation
La région est située au sud du pays.
| Mayo-Kebbi Est    | Chari-Baguirmi  |             |
| Mayo-Kebbi Ouest  | Tandjilé        | Moyen-Chari |
| Logone Occidental | Logone Oriental | Mandoul     |

## Histoire
La région de la Tandjilé a été créée par les décrets no 415/PR/MAT/02 du 3 octobre 2002 et 419/PR/MAT/02 du 17 octobre 2002.
Elle correspond à l'ancienne préfecture de la Tandjilé créée par l'ordonnance no 4 du 29 janvier 1969 qui démembre l'ancienne préfecture du Logone en trois (Logone Occidental, Logone Oriental et Tandjilé).

## Subdivisions
La région de la Tandjilé est divisée en trois départements :
| Département     | Chef-lieu | Sous-préfectures                             |
| --------------- | --------- | -------------------------------------------- |
| Tandjilé Centre | Béré      | Béré, Delbian, Tchoua                        |
| Tandjilé Est    | Laï       | Laï, Deressia, Dono Manga, Guidari, N'Dam    |
| Tandjilé Ouest  | Kélo      | Kélo, Baktchoro, Bologo, Dafra, Dogou, Kolon |

## Démographie
La population de la région était de 458 240 habitants en 1993 (RGPH), dont 442 876 sédentaires (ruraux, 385 537 ; urbains, 57 339) et 15 364 nomades.
Les groupes ethnico-linguistiques principaux sont les Marba (19,85 %), les Lélé (13,93 %), les Zimés (13,90%), les Nangtchéré (13,62 %), les Ngambay (12,62 %) et les Gabri (10,61 %).

## Administration
Liste des administrateurs :
Préfets de la Tandjilé (1960-2002)
- 1960 : xx

Gouverneurs de la Tandjilé (depuis 2002)
- 2002 : xx
- ?-15 septembre 2008 : Nadjo Abdelkerim
- 15 septembre 2008 : Sauguelni Boniface
- 13 décembre 2010 : Jules Mbaïgoto[2]
- ? : Abdermane Salah (en poste en juillet 2013)
- 2016 : Mr BORTCHOGUE OUEDOU[3]

## Politique
Liste des députés :